# Boslowick
Boslowick – wieś w Anglii, w Kornwalii. Leży 33 km na wschód od miasta Penzance i 381 km na południowy zachód od Londynu.